# Identidad personal
La identidad personal es la identidad única de una persona a lo largo del tiempo (meses, años, etc). Las discusiones sobre la identidad personal típicamente apuntan a determinar las condiciones necesarias y suficientes bajo las cuales se puede decir que una persona en un momento y una persona en otro momento son la misma persona, persistiendo en el tiempo.
En filosofía, el problema de la identidad personal  tiene que ver con cómo uno es capaz de identificar a una sola persona durante un intervalo de tiempo, tratando preguntas como: «¿Qué hace que sea cierto que una persona sea la misma que una persona en otro momento?» o «¿Qué tipo de cosas somos las personas?».
En la metafísica contemporánea, esta cuestión se conoce como el problema diacrónico de la identidad personal. El problema sincrónico se refiere a la cuestión de qué características y rasgos caracterizan a una persona en un momento dado. Tanto la Filosofía analítica como la filosofía continental indagan sobre la naturaleza de la identidad. La filosofía continental se ocupa de mantener conceptualmente la identidad cuando se enfrenta a diferentes proposiciones filosóficas, postulados y presuposiciones sobre el mundo y su naturaleza.

## Continuidad de la sustancia

### Sustancia corporal
Un concepto de la persistencia personal a lo largo del tiempo es simplemente tener una existencia corporal continua. Sin embargo, como ilustra el problema de la Nave de Teseo, incluso para los objetos inanimados hay dificultades para determinar si un cuerpo físico en un momento es lo mismo que un cuerpo físico en otro momento. Con los humanos, con el tiempo, nuestros cuerpos envejecen y crecen, perdiendo y ganando materia, y durante suficientes años ya no constará de la mayor parte de la materia en la que alguna vez estuvieron formados. Por tanto, resulta problemático basar la persistencia de la identidad personal a lo largo del tiempo en la existencia continua de nuestros cuerpos. Sin embargo, este enfoque tiene sus partidarios que definen al ser humano como un organismo biológico y afirma la Proposición de que una relación psicológica no es necesaria para la continuidad personal. Esta Ontología de identidad personal asume la teoría relacional de los procesos que sustentan la vida en lugar de la continuidad corporal.
El problema de la teletransportación de Derek Parfit está diseñado para sacar a relucir intuiciones sobre la continuidad corporal. Este experimento mental analiza casos en los que una persona es teletransportada de la Tierra a Marte. En última instancia, la incapacidad de especificar en qué parte del espectro la persona transmitida deja de ser idéntica a la persona inicial en la Tierra parece mostrar que tener un cuerpo físico numéricamente idéntico no es el criterio para la identidad personal.

### Sustancia mental
En otro concepto de mente, se considera que el conjunto de facultades cognitivas consiste en una sustancia inmaterial, separada e independiente del cuerpo. Si una persona se identifica entonces con la mente, en lugar de su cuerpo, si una persona se considera que es su mente y su mente es una sustancia de este tipo no físico, la identidad personal en el tiempo puede estar conectada a la persistencia de esta mente, a pesar del cambio continuo en la sustancia del cuerpo a la que está asociada.
El problema mente-cuerpo se refiere a la explicación de la relación, si la hay, que existe entre mentes o procesos mentales y estados o procesos corporales. Uno de los objetivos de los filósofos que trabajan en esta área es explicar cómo una mente no material puede influir en un cuerpo material y viceversa.
Sin embargo, esto no deja de ser controvertido ni exento de problemas, y adoptarlo como solución plantea interrogantes. Las experiencias perceptivas dependen de estímulos que llegan a varios órganos sensoriales del mundo externo y estos estímulos provocan cambios en los estados mentales; finalmente causando sensaciones. El deseo de comida, por ejemplo, tenderá a hacer que una persona mueva su cuerpo de una manera y en una dirección para obtener comida. La pregunta, entonces, es cómo es posible que las experiencias conscientes surjan de un órgano (el cerebro humano) que posee propiedades electroquímicas. Un problema relacionado es explicar cómo las actitudes proposicionales (por ejemplo, creencias y deseos) pueden hacer que las neuronas del cerebro se activen y los músculos se contraigan de la manera correcta. Estos comprenden algunos de los dilemas a los que se han enfrentado los epistemólogos y filósofos de la mente desde al menos la época de René Descartes.

## Continuidad de la conciencia

### La concepción de Locke

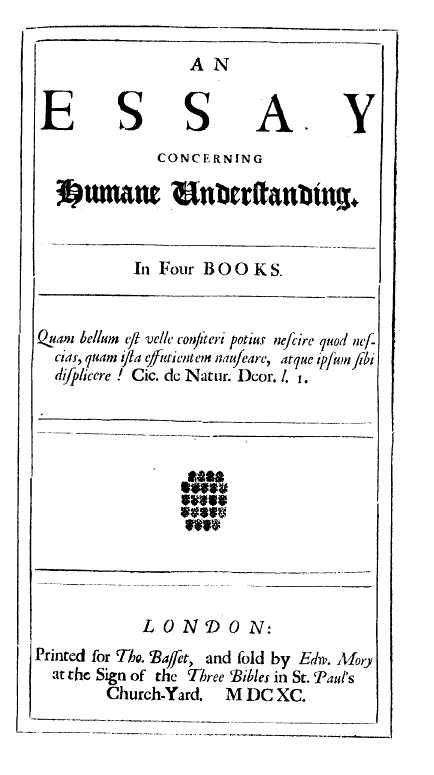
Ensayo sobre el entendimiento humano en cuatro libros (1690) de John Locke (1632-1704)

John Locke consideraba que la identidad personal (o el yo) se basaba en la conciencia (para él la memoria) y no en la sustancia del alma o del cuerpo. Se ha dicho que el capítulo 27 del libro II de su Ensayo sobre el entendimiento humano (1689), titulado «Sobre la identidad y la diversidad», es una de las primeras conceptualizaciones modernas de la conciencia como la autoidentificación repetida de uno mismo. A través de esta identificación se podría atribuir responsabilidad moral al sujeto y se podría justificar el castigo y la culpa, como señalarían críticos como Nietzsche.
Según Locke, la identidad personal (el yo) «depende de la conciencia, no de la sustancia» ni del alma. Somos la misma persona en la medida en que somos conscientes de los pensamientos y acciones pasados y futuros de la misma manera que somos conscientes de los pensamientos y acciones presentes. Si la conciencia es este «pensamiento» que «acompaña a la sustancia ... que hace a la misma persona», entonces la identidad personal sólo se funda en el acto repetido de la conciencia: «Esto puede mostrarnos en qué consiste la identidad personal: no en la identidad de sustancia, sino ... en la identidad de la conciencia». Por ejemplo, uno puede afirmar ser una reencarnación de Platón, que tiene la misma sustancia del alma. Sin embargo, uno sería la misma persona que Platón solo si uno tuviera la misma conciencia de los pensamientos y acciones de Platón que él mismo. Por tanto, la identidad propia no se basa en el alma. Un alma puede tener varias personalidades.
Tampoco la identidad propia se basa en la sustancia corporal, argumenta Locke, ya que el cuerpo puede cambiar mientras la persona permanece igual. Incluso la identidad de los animales no se basa en su cuerpo: «la identidad animal se conserva en la identidad de la vida, y no de la sustancia», ya que el cuerpo del animal crece y cambia durante su vida. Por otro lado, la identidad de los humanos se basa en su conciencia.
Sin embargo, este interesante caso lleva a un pensamiento problemático de que, dado que la identidad personal se basa en la conciencia, y solo uno mismo puede ser consciente de la propia conciencia, los jueces humanos externos nunca sabrán si realmente están juzgando y castigando a la misma persona. o simplemente el mismo cuerpo. En otras palabras, Locke sostiene que uno puede ser juzgado solo por los actos del cuerpo, ya que esto es lo que es evidente para todos menos para Dios; sin embargo, en verdad sólo somos responsables de los actos de los que somos conscientes. Esto constituye la base de la defensa de la locura —no se puede responsabilizar a nadie por actos de los que era inconsciente— y, por lo tanto, conduce a interesantes cuestiones filosóficas:
Por tanto la concepción de Locke de la identidad personal no se fundamenta en la sustancia o el cuerpo, sino en la «misma conciencia continua», que también es distinta del alma, ya que el alma puede no tener conciencia de sí misma (como en la reencarnación). Crea un tercer término entre el alma y el cuerpo. Para Locke, el cuerpo puede cambiar, mientras que la conciencia permanece igual. Por tanto, la identidad personal, para Locke, no está en el cuerpo sino en la conciencia.

### Intuición filosófica
Bernard Williams presenta un experimento mental apelando a las intuiciones sobre lo que es ser la misma persona en el futuro. El experimento mental consta de dos enfoques del mismo experimento.
Para el primer enfoque, Williams sugiere que supongamos que hay algún proceso mediante el cual someter a dos personas a él puede resultar en que las dos personas hayan «intercambiado» cuerpos. El proceso ha puesto en el cuerpo de la persona B los recuerdos, las disposiciones conductuales y las características psicológicas de la persona que antes de sufrir el proceso pertenecía a la persona A; ya la inversa con la persona B. Mostrar esto es suponer que antes de pasar por el proceso se pregunta a las personas A y B a qué persona resultante, A-Cuerpo-Persona o B-Cuerpo-Persona, desean recibir un castigo y cuál una recompensa. Al pasar por el proceso y recibir el castigo o la recompensa, parece que A expresa los recuerdos de elegir quién recibe qué tratamiento como si esa persona fuera la persona B y a la inversa con B.
Este tipo de enfoque del experimento mental parece mostrar que dado que la persona que expresa las características psicológicas de la persona A es la persona A, entonces la intuición es que la continuidad psicológica es el criterio para la identidad personal.
El segundo enfoque es suponer que a alguien se le dice que se le borrarán los recuerdos y luego se le torturará. ¿Hay que tener miedo de ser torturado? La intuición es que la gente tendrá miedo de ser torturada, ya que seguirá siéndolo a pesar de no tener recuerdos. A continuación, Williams le pidió a una persona que considerara varios escenarios similares. La intuición es que en todos los escenarios uno debe tener miedo de ser torturado, que sigue siendo uno mismo a pesar de que se borran los recuerdos y se reciben nuevos recuerdos. Sin embargo, el último escenario es un escenario idéntico al del primer escenario.
En el primer enfoque, la intuición es mostrar que la continuidad psicológica de una persona es el criterio para la identidad personal, pero en el segundo enfoque, la intuición es que la continuidad corporal de uno es el criterio para la identidad personal. Para resolver este conflicto, Williams propone que la intuición de una persona en el segundo enfoque es más fuerte y si se le diera la opción de distribuir un castigo y una recompensa, querría que su cuerpo-persona reciba la recompensa y la otra persona-cuerpo reciba el castigo. incluso si esa otra persona corporal tiene sus recuerdos.

### Continuidad psicológica
En psicología, la continuidad personal, también llamada persistencia personal o auto-continuidad, es la conexión ininterrumpida de una persona en particular con su vida privada y su personalidad. La continuidad personal es la unión que afecta a los aspectos derivados de la personalidad con el fin de evitar discontinuidades de un momento de tiempo a otro momento de tiempo. 
La continuidad personal es una parte importante de la identidad; este es el proceso de asegurar que las cualidades de la mente, como la autoconciencia, la sensibilidad, la sapiencia y la capacidad de percibir la relación entre uno mismo y el entorno, sean consistentes de un momento a otro. La continuidad personal es propiedad de un período de tiempo continuo y conectado y está íntimamente relacionada con el cuerpo o el ser físico de una persona en un único continuo de cuatro dimensiones.
El asociacionismo, una teoría de cómo las ideas se combinan en la mente, permite que los eventos o puntos de vista se asocien entre sí en la mente, lo que conduce a una forma de aprendizaje. Las asociaciones pueden resultar de contigüidad, similitud o contraste. A través de la contigüidad, se asocian ideas o eventos que suelen ocurrir al mismo tiempo. Algunos de estos eventos forman una memoria autobiográfica en la que cada uno es una representación personal de los eventos generales o específicos y de los hechos personales.
La integridad del ego es el concepto psicológico de la seguridad acumulada por el ego de su capacidad de orden y significado. La identidad del ego es la confianza acumulada en que la igualdad y la continuidad internas preparadas en el pasado van acompañadas de la igualdad y continuidad del significado de uno para los demás. El cuerpo y el ego controlan las expresiones de los órganos y de los otros atributos de la dinámica de un sistema físico para enfrentar las emociones de la muerte del ego en circunstancias que pueden convocar, a veces, el auto-abandono antiteonimista.

### Continuidad de la identidad
Se ha argumentado a partir de la naturaleza de las sensaciones y las ideas que no existe una identidad permanente. Daniel Shapiro afirma que uno de los cuatro puntos de vista principales sobre la identidad no reconoce una «identidad permanente» y, en cambio, enuncia «pensamientos sin un pensador», «un caparazón de conciencia con emociones y pensamientos a la deriva pero sin esencia». Según él, este punto de vista se basa en el concepto budista de anatta, «un flujo de conciencia en continua evolución». Malcolm David Eckel afirma que «el yo cambia a cada momento y no tiene una identidad permanente» es un «proceso constante de cambio o devenir»; un «yo fluido en constante cambio».

## Teoría del conjunto del yo

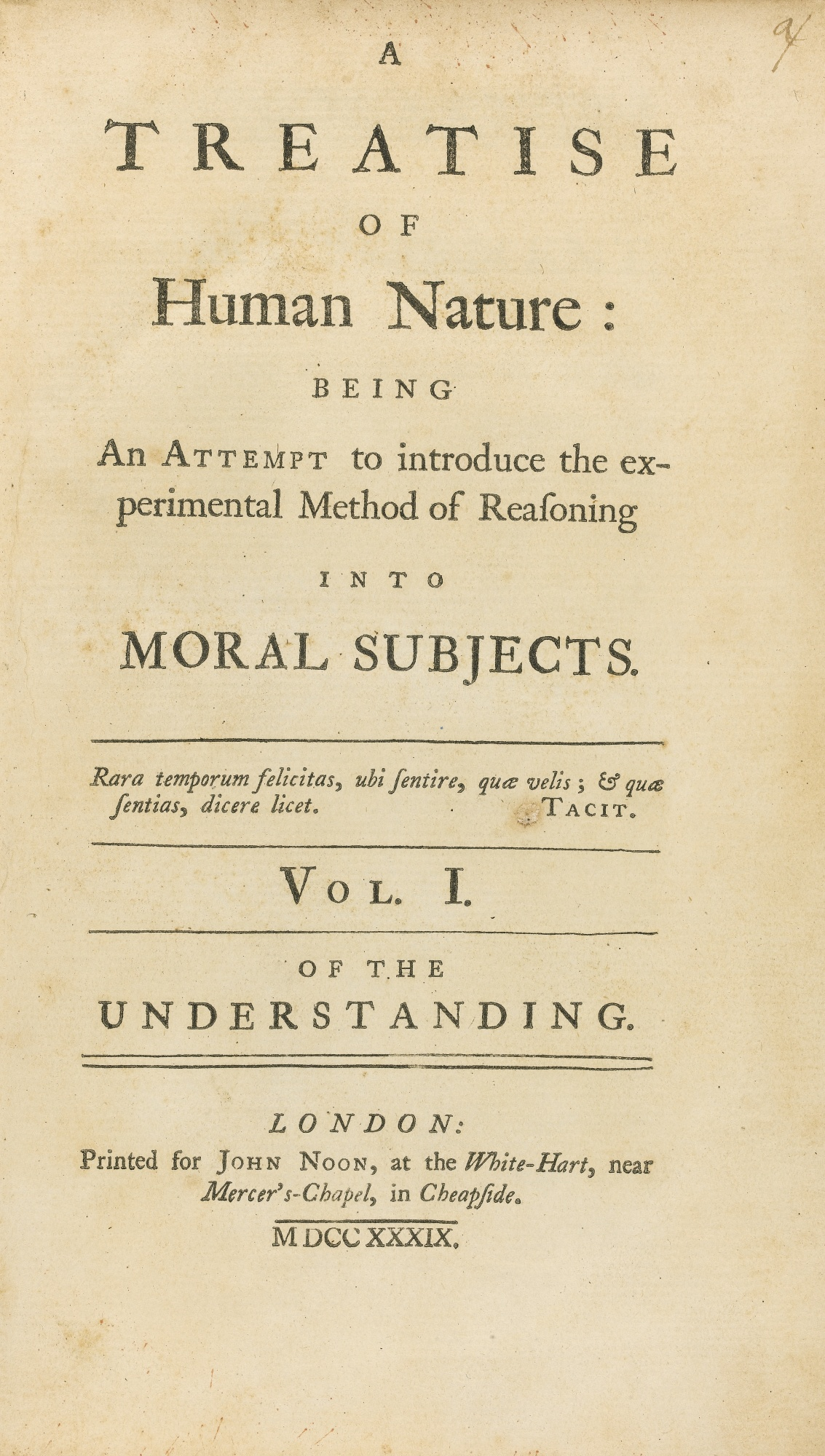
Tratado de la naturaleza humana: un intento de introducir el método experimental de razonamiento en temas morales. David Hume, 1739

David Hume se dedicó a analizar el problema cuerpo-mente  Hume también investigó el carácter de una persona, la relación entre la naturaleza humana y animal y la naturaleza de la agencia. Hume señaló que tendemos a pensar que somos la misma persona que éramos hace cinco años. Aunque hemos cambiado en muchos aspectos, la misma persona aparece presente ahora como estaba presente entonces. Podríamos empezar a pensar en qué características se pueden cambiar sin cambiar el yo subyacente. Sin embargo, Hume niega que exista una distinción entre las diversas características de una persona y el yo misterioso que supuestamente tiene esas características.
Es evidente que en el curso de nuestro pensamiento y en la constante revolución de nuestras ideas, nuestra imaginación corre fácilmente de una idea a otra que se le parezca, y que esta cualidad por sí sola es para la fantasía un vínculo y asociación suficiente. Es igualmente evidente que como los sentidos, al cambiar sus objetos, deben cambiarlos regularmente y tomarlos como están, la imaginación debe, por costumbre, adquirir el mismo método de pensar y apreciar el espacio y el tiempo en la concepción de sus objetos.
Nótese en particular que, en opinión de Hume, estas percepciones no pertenecen a nada. Hume, al igual que Buda, compara el alma con una comunidad, que conserva su identidad no en virtud de alguna sustancia central duradera, sino por estar compuesta de muchos elementos diferentes, relacionados y, sin embargo, en constante cambio. La cuestión de la identidad personal se convierte entonces en una forma de caracterizar la cohesión suelta de la propia experiencia personal.
En resumen, lo que importa para Hume no es que exista la «identidad», sino el hecho de que se obtengan las relaciones de causalidad, contigüidad y semejanzas entre las percepciones del sujeto. Los críticos de Hume afirman que para que los diversos estados y procesos de la mente parezcan unificados, debe haber algo que perciba su unidad, cuya existencia no sería menos misteriosa que una identidad personal. Hume resuelve esto al considerar la sustancia como engendrada por la unión de sus propiedades.

## Teoría del no-yo
La «teoría del no-yo» sostiene que el yo no puede reducirse a un paquete porque el concepto de un yo es incompatible con la idea de un conjunto. La idea de un conjunto implica la noción de relaciones corporales o psicológicas que de hecho no existen. James Giles, un exponente principal de este punto de vista, sostiene que la teoría del no-yo o eliminativista y la teoría del conjunto o reduccionista coinciden en la no existencia de un yo sustantivo. La teoría reduccionista, según Giles, resucita erróneamente la idea del yo  en términos de varias explicaciones sobre las relaciones psicológicas. La teoría del no-yo, por otro lado, «deja que el yo esté donde ha caído». Esto se debe a que la teoría del no-yo rechaza todas las teorías del yo, incluso la teoría del conjunto. Según la lectura de Giles, Hume es en realidad un teórico del no-yo y es un error atribuirle una visión reduccionista como la teoría del conjunto. La afirmación de Hume de que la identidad personal es una ficción apoya esta lectura, según Giles.
La visión budista de la identidad personal es también una teoría del no-yo en lugar de una teoría reduccionista, porque el Buda rechaza los intentos de reconstrucciones en términos de conciencia, sentimientos o el cuerpo en las nociones de un yo eterno / permanente, inmutable, ya que nuestros pensamientos, personalidad y cuerpo nunca son los mismos de un momento a otro, como explica específicamente Śūnyatā.
Según esta línea de crítica, el sentido del yo es un logro evolutivo, que ahorra tiempo en las circunstancias para las que evolucionó. Pero el sentido del yo se rompe al considerar algunos eventos como la pérdida de memoria, el trastorno de personalidad dividida, el daño cerebral, el lavado de cerebro y varios experimentos mentales.  Cuando se presentan imperfecciones en el sentido intuitivo del yo y las consecuencias de este concepto que se basan en el concepto estricto del yo, se produce una tendencia a corregir el concepto, posiblemente debido a la disonancia cognitiva.

### Identidad
- Autoesquema
- Autoconcepto
- Identidad y cambio
- Identidad mente / cerebro
- Barco de Teseo

### Continuidad
- Conciencia
- Originación dependiente
- Introspección
- Memes
- Mnemotécnico
- Percepción
- Perdurantismo
- Sincronicidad
- Noumena
- Neuroplasticidad
- Teoría hebbiana
- Dogen (ser y tiempo)
- Filosofía del proceso

### Personas
- Søren Kierkegaard
- Philip K. Dick
- Daniel Kolak
- Gottlob Frege
- Derek Parfit
- Bernard Williams
- Peter van Inwagen
- Carl Jung
- Erik Erikson
- Hugo Münsterberg
- Wilhelm Wundt
- Paul Ricœur
- Mario Rodríguez Cobos

### Otros
- Necesidad metafísica
- Otium
- Privacidad
- Inmaterialismo
- Sistemas de género
- La persistencia de la memoria
- Transhumanismo

### Libros